# Norrdellen
Norrdellen eller Norra Dellen, är en sjö i Hudiksvalls kommun i Hälsingland och ingår i Delångersåns huvudavrinningsområde. Sjön är 67 meter djup, har en yta på 80,3 kvadratkilometer och befinner sig 42 meter över havet. Sjön avvattnas av vattendraget Delångersån (Svågan). Den är den ena av Dellensjöarna, den andra är Sördellen. Öar är Orrön, Långön och Nätterön.

## Delavrinningsområde
Norrdellen ingår i det delavrinningsområde (686348-154766) som SMHI kallar för Utloppet av Norra Dellen. Medelhöjden är 81 meter över havet och ytan är 156,62 kvadratkilometer. Räknas de 204 avrinningsområdena uppströms in blir den ackumulerade arean 1 222,82 kvadratkilometer. Avrinningsområdets utflöde Delångersån (Svågan) mynnar i havet. Avrinningsområdet består mestadels av skog (42 procent). Avrinningsområdet har 80,33 kvadratkilometer vattenytor vilket ger det en sjöprocent på 51,3 procent.